# 波特 (明尼蘇達州)
波特（英語：Porter）是一個位於美國明尼蘇達州耶洛梅德辛縣的城市。

## 歷史
隨著鐵路沿綫的發展，波特於1881年成立，1898年2月16日建制，得名自早期定居者及磨坊擁有人L·C·波特（L. C. Porter）。波特的郵局自1882年營運至今。

## 人口
根據2020年美國人口普查的數據，波特的面積為5.175平方千米，當中陸地面積為5.169平方千米，而水域面積為0.006平方千米。當地共有人口166人，而人口密度為每平方千米32人。